# 捲軸射擊遊戲
捲軸射擊遊戲是射擊遊戲的一種類別，因為遊戲的背景看起來像是捲軸在捲動而得名。雖然中國不用捲軸這個辭彙但是普遍認可這種稱謂。捲軸射擊遊戲的作業不盡相同，但多數時候，玩家操縱螢幕中的一架飛機，朝著來襲的敵人射出一大堆的子彈並且閃避敵人所射出的子彈，因此很多卷軸射擊遊戲為彈幕射擊遊戲，不過后者可能為非卷軸設定而是自由移動的類別。

## 类型
捲軸射擊遊戲可以分为：
- 橫向捲軸射擊遊戲：水平方向卷动，例如：《宇宙巡航機》、《R-Type》、《太空戰鬥機系列》、《Tumiki Fighters》、《拿拿林Online》。
- 縱向捲軸射擊遊戲：竖直方向卷动，例如：《1942》、《雷電》、《東方Project》、《Chromium B.S.U.》、《Torus Trooper》。运用3D效果的捲軸射擊遊戲多属于縱向。

部分射擊遊戲会隨關卡改變捲軸方向。以KONAMI出品的此类遊戲较多，例如《沙羅曼蛇》和《Axelay》。